# 楊青遠
楊青遠（？年—？年），郫縣人，由丙子舉人，道光八年八月署四川順慶府岳池縣訓導。是一位政治人物，明清時曾在四川順慶府岳池縣（位於今四川東北部，武周萬歲通天二年分南充、相如二縣置，是一個千年古縣）擔任官吏。